# Peter Eötvös
Péter Eötvös (pɛtɛr.ˈøtvøʃ) (Odorheiu Secuiesc, 2 gennaio 1944 – Budapest, 24 marzo 2024) è stato un compositore e direttore d'orchestra ungherese.

## Biografia
Studiò composizione a Budapest e a Colonia e dal 1962 iniziò a comporre musiche da film in Ungheria. Eötvös suonò regolarmente con l'Ensemble Stockhausen tra il 1968 e il 1976. Dal 1979 al 1991, fu direttore musicale e direttore del Ensemble InterContemporain (EIC) e dal 1985 al 1988, fu direttore ospite principale con la BBC Symphony Orchestra. Dal 2003 fino alla morte fu direttore ospite principale della Göteborg Symphony Orchestra.

## Opere principali
- Alle vittime senza nome, per orchestra (prima a Milano l'8 maggio 2017)
- Love and Other Demons, opera (2008, première al Glyndebourne Festival)
- Lady Sarashina, opera (2004)
- Angels in America, opera (2002–2004)
- As I Crossed a Bridge of Dreams, opera (1998–99)
- Atlantis, for Orchestra (1995)
- Le Balcon, opera (2001/02)
- Der Blick, elettronica (1997)
- Drei Madrigalkomödien, per 12 voci:
  - Insetti galanti (1970–90)
  - Hochzeitsmadrigal (1963–76)
  - Moro Lasso (1963–72)
- CAP-KO, concerto per pianoforte, tastiere e orchestra (2005)
- Chinese Opera, per Orchestra (1986)
- Cricketmusic, elettronica (1970)
- Elektrochronik, elettronica (1974)
- Endless Eight I., per ensemble (1981)
- Endless Eight II. — Apeiron musikon, per ensemble (1988–89)
- Erdenklavier-Himmelklavier, per pianoforte (2003)
- Harakiri, opera (1973)
- IMA, per coro e orchestra (2002)
- Intervalles-Interieurs, ensemble e elettronica (1981)
- Jet Stream, concerto per tromba (2002)
- Korrespondenz, per quartetto d'archi (1992)
- Mese (Märchen /Tale/Conte), elettronica (1968)
- Octet, per strumenti a fiato (2008)
- Paris–Dakar, per ensemble (2000)
- Pierre-Idyll, per orchestra da camera (1985) nel Festspielhaus di Baden-Baden diretto da Pierre Boulez
- Psalm 151, per strumenti a percussione (1993)
- Psy, per ensemble (1996)
- Psychokosmos, concerto per cimbalom (1993)
- Radames, opera da camera  (1975/97)
- Replica, concerto per viola e orchestra (1998) (Commissione della Filarmonica della Scala)
- Shadows (1996)
- Snatches of a conversation, per ensemble (2001)
- Steine, per ensemble (1985–90)
- Three sisters, opera (1996–97)
- Thunder, per timpani (1993)
- Triangel, per percussionisti e ensemble (1993)
- Two monologues, per baritono e orchestra (1998)
- Two poems to Polly, per violoncello (1998)
- Windsequenzen, per ensemble (1975/1987)
- zeroPoints, per orchestra (1999)